# Mellenbach-Glasbach
Mellenbach-Glasbach is een plaats en voormalige gemeente in de Duitse deelstaat Thüringen en maakt deel uit van de Landkreis Saalfeld-Rudolstadt.
Mellenbach-Glasbach telt  inwoners.

## Geschiedenis
Mellenbach-Glasbach is op 16 oktober 1923 gevormd door de fusie van de toenmalige gemeenten Blumenau, Mellenbach, Glasbach, Obstfelderschmiede en Zirkel. De gemeente maakte deel uit van de Verwaltungsgemeinschaft Mittleres Schwarzatal tot deze op 1 januari 2019 fuseerde met de Verwaltungsgemeinschaft Bergbahnregion/Schwarzatal. Mellenbach-Glasbach fuseerde met Meuselbach-Schwarzmühle en Oberweißbach/Thür. Wald tot de gemeente Schwarzatal, die de hoofdplaats werd van de nieuwe Verwaltungsgemeinschaft.